# 핫사무추오역
핫사무추오역(일본어: 発寒中央駅 핫사무추오에키[*])은 일본 홋카이도 삿포로시 니시구에 있는 홋카이도 여객철도 하코다테 본선의 철도역이다.

## 역 구조
2면 2선의 승강장이 있는 지상역이다. 업무를 홋카이도 JR 서비스넷에 위탁하고 있는 업무 위탁역이며, 미도리노마도구치, 자동 개찰기 등의 시설이 갖추어져 있다.

### 승강장
| 1 | ■ 하코다테 본선 | 데이네 · 호시오키 · 오타루 방면                  |
| 2 | ■ 하코다테 본선 | 삿포로 · 이와미자와 · 지토세 · 신치토세쿠코 방면 |

## 역 주변
- 삿포로 시립 핫사무 초등학교
- 핫사무 신사
- 핫사무 복지회관
- 삿포로 지하철 도자이 선 핫사무미나미 역, 미야노사와 역

## 역사
- 1986년 11월 1일 - 일본국유철도 핫사무추오 임시 승강장으로 개업.
- 1987년 4월 1일 - 일본국유철도 분할 민영화로 홋카이도 여객철도가 계승. 동시에 정식 역으로 승격됨.
- 2001년 4월 1일 - 역의 업무를 홋카이도 JR 서비스넷에 위탁.
- 2007년 10월 - 역 번호 부여. S04.
- 2008년 10월 25일 - IC 카드(Kitaca)의 사용 개시.

## 인접한 역
| 홋카이도 여객철도 ■ 하코다테 본선 | 홋카이도 여객철도 ■ 하코다테 본선     | 홋카이도 여객철도 ■ 하코다테 본선                     |
| --------------------------------- | ------------------------------------- | ----------------------------------------------------- |
| S05 핫사무 오타루 방면            | ● 구간쾌속 "이시카리 라이너" B ● 보통 | S03 고토니 방면 삿포로 · 이와미자와 · 도마코마이 방면 |

## 관련 사이트
- (일본어) 역 구내도 (핫사무추오 역) - 홋카이도 여객철도